# A.J. Greer
Anthony-John Greer, född 14 december 1996, är en kanadensisk professionell ishockeyforward som spelar för Florida Panthers i National Hockey League (NHL). Han draftades i andra rundan som 39:e totalt av Colorado Avalanche vid NHL Entry Draft 2015 och har även spelat för New Jersey Devils, Boston Bruins och Calgary Flames. Greer vann Stanley Cup med Panthers 2025.

## Statistik

### Klubbkarriär
| 2011–12    | Collège Esther-Blondin Phénix | QMAAA      | 42  | 15 | 13 | 28 | 75  | 13 | 7  | 3  | 10 | 4  |
| 2012–13    | Kimball Union Academy         | USHS       | 30  | 16 | 19 | 35 | 10  | —  | —  | —  | —  | —  |
| 2013–14    | Kimball Union Academy         | USHS       | 34  | 24 | 39 | 63 | 18  | —  | —  | —  | —  | —  |
| 2013–14    | Des Moines Buccaneers         | USHL       | 2   | 2  | 1  | 3  | 2   | —  | —  | —  | —  | —  |
| 2014–15    | Boston University             | HE         | 37  | 3  | 4  | 7  | 18  | —  | —  | —  | —  | —  |
| 2015–16    | Boston University             | HE         | 18  | 1  | 4  | 5  | 10  | —  | —  | —  | —  | —  |
| 2015–16    | Rouyn-Noranda Huskies         | QMJHL      | 33  | 16 | 11 | 27 | 57  | 20 | 12 | 10 | 22 | 28 |
| 2016–17    | San Antonio Rampage           | AHL        | 63  | 15 | 23 | 38 | 78  | —  | —  | —  | —  | —  |
| 2016–17    | Colorado Avalanche            | NHL        | 5   | 0  | 1  | 1  | 4   | —  | —  | —  | —  | —  |
| 2017–18    | San Antonio Rampage           | AHL        | 35  | 8  | 5  | 13 | 34  | —  | —  | —  | —  | —  |
| 2017–18    | Colorado Avalanche            | NHL        | 17  | 0  | 3  | 3  | 29  | —  | —  | —  | —  | —  |
| 2018–19    | Colorado Eagles               | AHL        | 54  | 19 | 25 | 44 | 63  | 4  | 0  | 3  | 3  | 9  |
| 2018–19    | Colorado Avalanche            | NHL        | 15  | 1  | 1  | 2  | 14  | —  | —  | —  | —  | —  |
| 2019–20    | Colorado Eagles               | AHL        | 47  | 16 | 16 | 32 | 87  | —  | —  | —  | —  | —  |
| 2020–21    | Bridgeport Sound Tigers       | AHL        | 10  | 1  | 1  | 2  | 8   | —  | —  | —  | —  | —  |
| 2020–21    | Binghamton Devils             | AHL        | 16  | 4  | 10 | 14 | 8   | —  | —  | —  | —  | —  |
| 2020–21    | New Jersey Devils             | NHL        | 1   | 0  | 0  | 0  | 7   | —  | —  | —  | —  | —  |
| 2021–22    | Utica Comets                  | AHL        | 53  | 22 | 30 | 52 | 102 | 5  | 6  | 2  | 8  | 2  |
| 2021–22    | New Jersey Devils             | NHL        | 9   | 1  | 1  | 2  | 2   | —  | —  | —  | —  | —  |
| 2022–23    | Boston Bruins                 | NHL        | 61  | 5  | 7  | 12 | 114 | —  | —  | —  | —  | —  |
| 2023–24    | Calgary Flames                | NHL        | 59  | 6  | 6  | 12 | 35  | —  | —  | —  | —  | —  |
| 2024–25    | Florida Panthers              | NHL        | 81  | 6  | 11 | 17 | 130 | 16 | 2  | 1  | 3  | 22 |
| NHL totalt | NHL totalt                    | NHL totalt | 248 | 19 | 30 | 49 | 335 | 16 | 2  | 1  | 3  | 22 |